# Вільям Руфус Кінг
Вільям Руфус Дівейн Кінг (англ. William Rufus DeVane King; 7 квітня 1786, округ Семпсон, Північна Кароліна — 18 квітня 1853, Сельма, Алабама) — американський політик, член Демократичної партії, віцепрезидент США в 1853 році.